# Soledad Estorach Esterri
Soledad Estorach Esterri (Albatàrrec, Segrià, 6 de febrer de 1915 - Bordeus, França, 14 de març de 1993) fou una lluitadora anarquista. Creà l'Institut Mujeres Libres i el Casal de la Dona Treballadora.

## Biografia
Soledad Estorach va néixer a Albatàrrec, al Segrià, el 1915. La seva mare provenia d'una família propietària de terres i molt religiosa. El seu pare era mestre d'adults i havia viscut molts anys a fora d'Espanya.
Ella explicava que, tot i residir en un poble, no va viure la vida típica. El seu pare va ser qui li va ensenyar a escriure i a llegir. També va ser qui la va marcar políticament, ja que tenia idees molt avançades per l'època. En morir el seu pare quan ella comptava amb 11 anys va haver de posar-se a treballar. Un amic del pare, també mestre, va continuar formant-la. Amb 15 anys anà a Barcelona, després de convèncer la seva mare amb l'argument de guanyar diners per mantenir la família i obtenir una educació.
En arribar a Barcelona, primer treballà en la botiga del seu oncle, però la botiga va haver de tancar per la crisi econòmica. La seva segona feina va ser de minyona amb una paga mísera, des de les 5 del matí fins a la una de la nit. Va deixar la feina per entrar en una fàbrica amb l'esperança de guanyar més diners i tenir més temps per aprendre. A finals de 1930 va assistir a una escola nocturna, on va conèixer companys de la CNT que romanien en la clandestinitat.
L'any 1931, amb la caiguda de la monarquia, va incorporar-se a un grup de joves de l'Ateneu i va passar a l'acció: preparant mítings o assistint-hi. El sentiment de comunitat i d'acció col·lectiva la va entusiasmar.
L'any 1934, fruit d'uns debats interns sobre les dificultats que tenia la dona dins de la CNT, juntament amb les germanes Apolonia i Felisa de Castro, Nicolasa Gutiérrez, Maria Cerdan, Maruja Boadas, Elodia Pou i altres, van fundar una xarxa de suport mutu. Va rebre el nom de Grup Cultural Femení. No va ser tasca fàcil, ja que no van rebre el suport de tota la comunitat anarquista, atès que havia un sector que no ho acabava de veure bé. L'any 1936 va organitzar, junt amb les seves companyes del grup, un míting al Teatre Olímpia per donar-se a conèixer. Tot i no estar gaire publicitat pels mitjans llibertaris es va abarrotar i hi van redactar les bases per a una organització regional. L'any 1936, arran del contacte amb Dones Lliures (Mujeres Libres) de Madrid, es canvien el nom pel d'Agrupación Mujeres Libres i creen una federació nacional. Estorach, junt amb les companyes, emprendrà una activitat de conscienciació i acció directa: xarxes de dones, reunions d'anàlisi i estratègies per afrontar els problemes i un servei de cangurs a domicili.
Durant l'aixecament militar del 18 de juliol, es trobava al Sindicat de la Construcció, al carrer mercaders de Barcelona, junt amb altres companyes. Mentre els companys van anar a assetjar la caserna de les Drassanes, elles van ocupar la Casa Cambó. La Casa Cambó passaria a ser la Casa CNT-FAI. Va participar del fervor revolucionari: requisant cinemes per convertir-los en menjadors populars, treballant de forma assistencial al front, i viatjant com a representant de la CNT, la FAI i la Federació Ibèrica de Joventuts Llibertàries (FIJL) d'Aragó, Catalunya i part de València.
A finals de 1936 va crear, amb l'Agrupación Mujeres Libres, l'Institut Mujeres Libres i, l'any 1937, el Casal de la Dona Treballadora, que tenia com a objectiu la formació tècnica i la preparació social. També va ser col·laboradora de Tierra y Libertad.
L'any 1940 marxa a Bordeus amb el seu company Andrés G. Va tornar a Espanya cinc anys més tard de forma clandestina, però va haver de fugir cap a París poc temps després, on romandrà fins a la seva mort, l'any 1993. En els últims anys va col·laborar en l'edició del llibre Mujeres Libres. Luchadoras libertarias, editat per la Fundació Anselmo Lorenzo (1999).